# Santa Anita, San Felipe
Santa Anita är en ort i Mexiko.   Den ligger i kommunen San Felipe och delstaten Guanajuato, i den centrala delen av landet, 300 km nordväst om huvudstaden Mexico City. Santa Anita ligger 1 865 meter över havet och antalet invånare är 279.
Terrängen runt Santa Anita är platt åt sydost, men åt nordväst är den kuperad. Runt Santa Anita är det ganska glesbefolkat, med 31 invånare per kvadratkilometer. Närmaste större samhälle är Villa de Reyes, 13,1 km nordost om Santa Anita. Trakten runt Santa Anita består till största delen av jordbruksmark.